# Pungeleria valesiaria
Pungeleria valesiaria là một loài bướm đêm trong họ Geometridae.